# Transportul clandestin al viermilor de mătase în Imperiul Bizantin
La mijlocul secolului al VI-lea e.n., doi călugări, cu sprijinul împăratului Bizantin Iustinian I, au reușit să aducă clandestin ouă de viermi de mătase în Imperiul Bizantin, ceea ce a condus la formarea unui industrii autohtone bizantine a mătăsii. Această achiziție de viermi de mătase din China a permis bizantinilor să dețină monopolul asupra mătăsii în Europa.

## Context

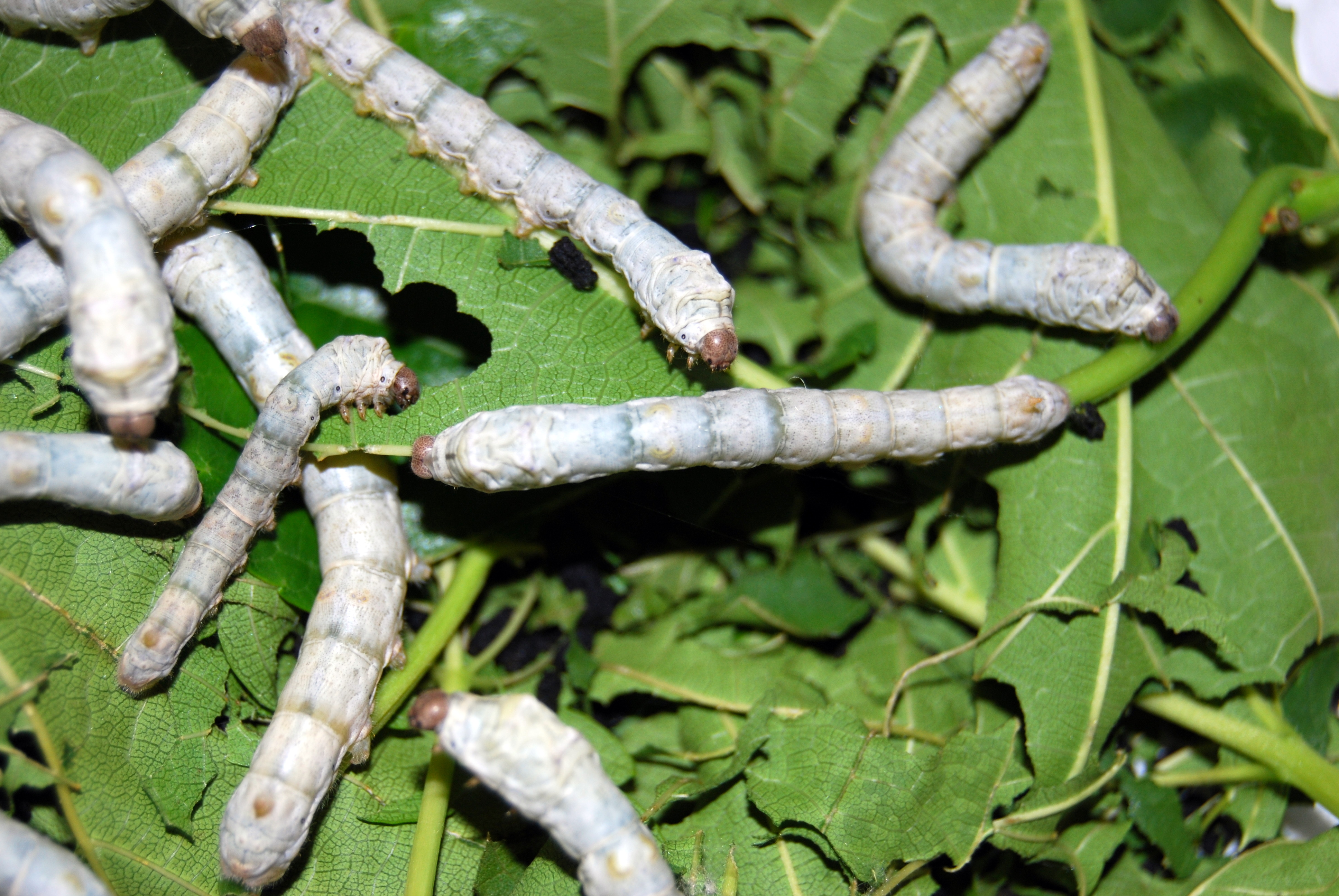
Viermi de mătase

Mătasea, care a fost produsă pentru prima oară în mileniul al IV-lea î.e.n. în China, era o marfă foarte valoroasă pe Drumul Mătăsii. În secolul I e.n., exista un flux constant de mătase către Imperiul Roman. După creșterea Imperiului Sasanid și apoi Războaiele Romano–Persane, importul de mătase în Europa a devenit din ce în ce mai dificil și costisitor. Persanii controlau cu strictețe comerțul pe teritoriul lor și îl suspendau pe timp de război. În consecință, Împăratul Bizantin Iustinian I a încercat crearea de rute comerciale alternative pentru cea prin Sogdiana, care în timp devenise un important centru producător de mătase: una pe la nord, prin Crimeea, și una pe la sud, prin Etiopia. Eșecul acestor eforturi l-a făcut pe Iustinian I să caute altă soluție.

## Expediția

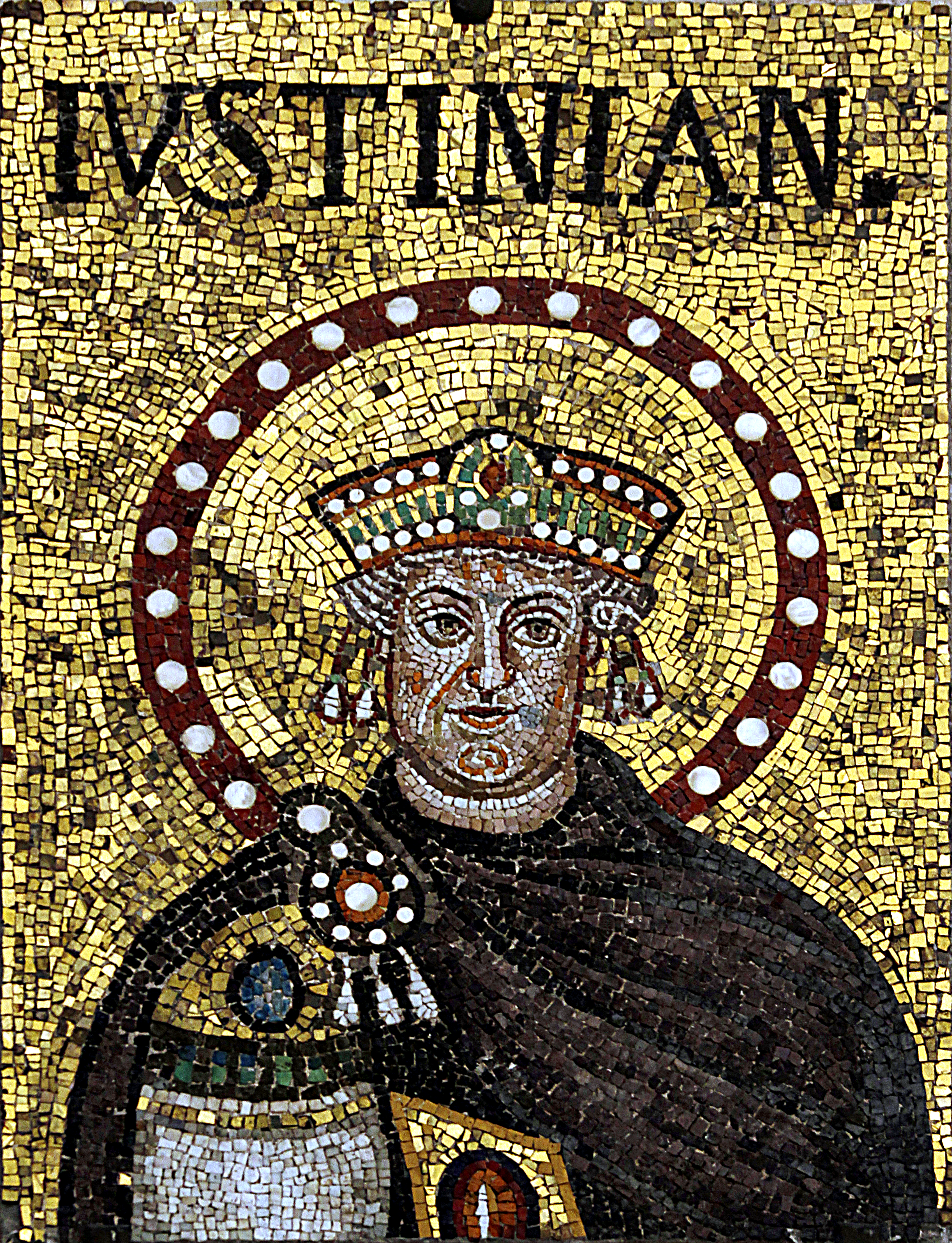
Mozaic reprezentându-l pe Iustinian I

Doi călugări neidentificați (cel mai probabil membri ai Bisericii Nestoriene), care predicau creștinismul în India (Biserica Orientului din India), au ajuns în China pe la 551 e.n. În timp ce se aflau acolo, au observat complicatele metode de creștere a viermilor de mătase și de producere a mătăsii. Informația era esențială, deoarece bizantinii nu știau până atunci cu exactitate cum și unde se produce mătasea. În 552 e.n., cei doi călugări au mers la Iustinian I. În schimbul unor promisiuni generoase, dar necunoscute, călugării au acceptat să achiziționeze viermi de mătase din China. Cel mai probabil, ei au parcurs un traseu pe la nord, pe Marea Neagră, luând-o apoi prin Transcaucaz și pe Marea Caspică.
Deoarece viermii de mătase adulți sunt destul de fragili și trebuie să fie păstrați în permanență la o temperatură ideală, ca să nu moară, ei și-au folosit contactele din Sogdiana pentru a obține ouă de viermi de mătase sau larve foarte tinere, pe care le-au ascuns în interiorul bastoanelor lor de bambus. Arbuști de dud, necesari pentru viermii de mătase, au fost fie dați călugărilor tot atunci, fie erau deja importați în Imperiul Bizantin. În total, se estimează că întreaga expediție a durat doi ani.

## Impactul

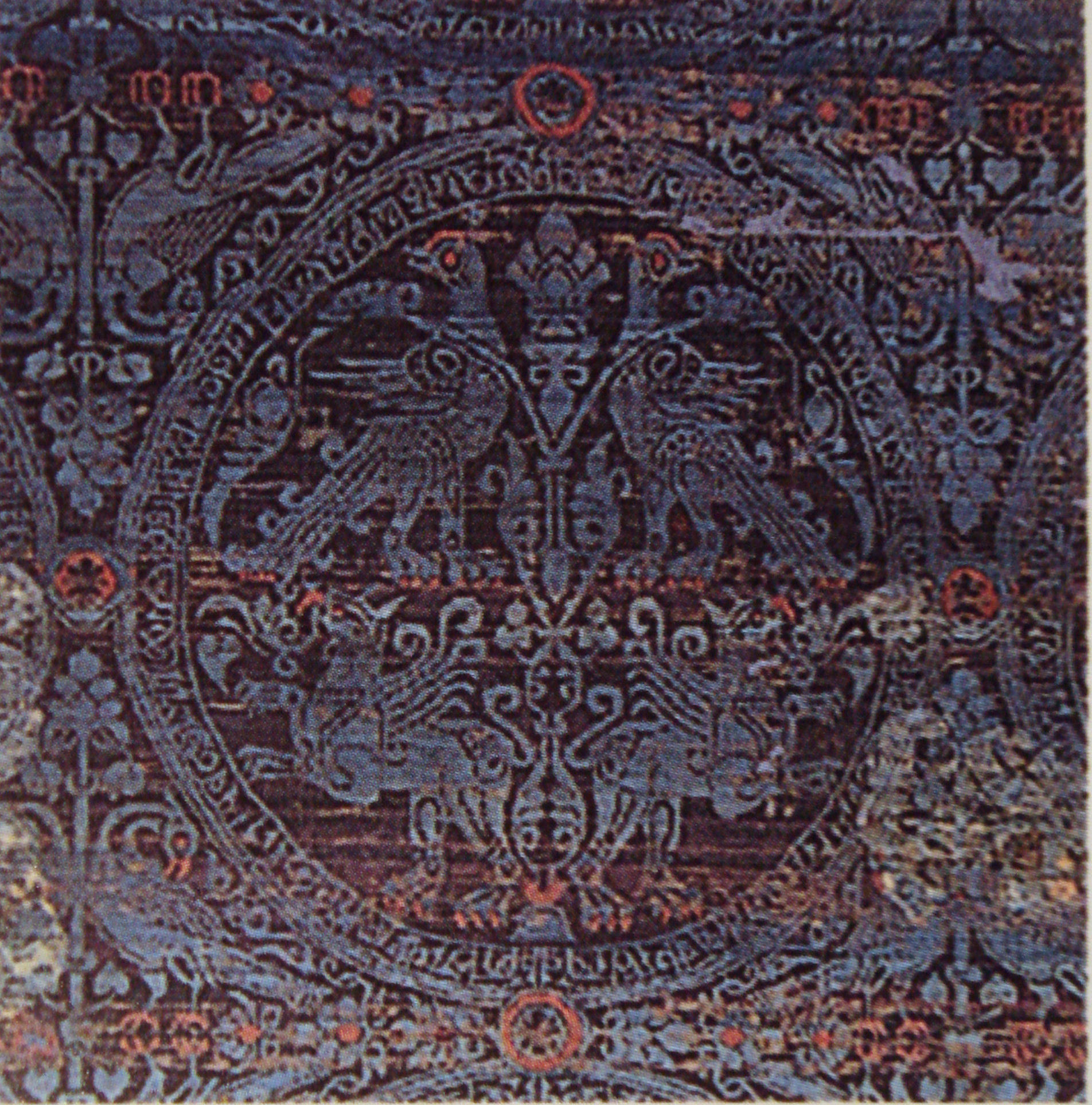
Mătase bizantină

La scurt timp după expediție, au apărut fabrici de mătase în Constantinopol, Beirut, Antiohia, Tyr, și Teba. Viermii de mătase obținuți astfel au permis Imperiului Bizantin să dețină monopolul asupra mătăsii în Europa. Achiziționarea a spart monopolurile chinez și persan. Monopolul rezultat a constituit baza economiei bizantine pentru următorii 650 de ani, până la dispariția acestuia în 1204. Hainele de mătase, mai ales cele vopsite în purpură imperială, erau aproape întotdeauna rezervate elitelor Bizanțului și purtarea lor era reglementată prin legile somptuare. Producția de mătase în regiunea din jurul Constantinopolului, în special în Tracia (nordul Greciei), continuă până în prezent.